# 雅爾·華斯卓姆
雅爾·霍格·華斯卓姆（瑞典語：Jarl Holger Wahlström，1918年7月9日—1999年12月3日）是第12任救世軍大將（1981－1986）。
華斯卓姆出生於芬蘭，是他父母親五個小孩中的最小的。他是在芬蘭的救世軍訓練大學長大的，而他的父親就是訓練大學的校長。他七歲時成為了一個基督徒，並於1937年進入了救世軍訓練大學，一年以後即被任命為軍官。
他的第一個服事地點位於奧盧。當第二次世界大戰開始時，他被徵召為軍兵服役了四年。1944年，他回到了救世軍的行列，並和他的妻子結婚了。
| 前任： 阿諾·布朗 | 救世軍大將 1981–1986 | 繼任： 愛娃·布洛斯 |